# Посёлок курорта «Лебяжье»
курорта «Лебяжье» — упразднённый посёлок в Егорьевском районе Алтайского края России. На момент упразднения входил в состав Лебяжинского сельсовета. Исключен из учётных данных в 1984 году.

## География
Находился в юго-западной части края, в степной зоне в Сростинском сосновом бору, вблизи северо-восточного берега озера Горькое, ныне представляет собой обособленный район в начале улицы Курортная посёлка Перешеечный.
Климат
умеренный, континентальный. Средняя температура января составляет −12,5 °C, июля — +18,6 °C. Годовое количество осадков составляет 362 мм.

## История
Решением Алтайского краевого исполнительного комитета от 03.07.1984 года № 191 поселок исключен из учётных данных.